# Musique coréenne
 (février 2025).
 (février 2025).
Si vous disposez d'ouvrages ou d'articles de référence ou si vous connaissez des sites web de qualité traitant du thème abordé ici, merci de compléter l'article en donnant les références utiles à sa vérifiabilité et en les liant à la section « Notes et références ».
La musique coréenne est un métissage d'influences chinoise et japonaise et d'éléments indigènes. Bien qu'ayant été principalement un État indépendant (sauf pendant la colonisation de l'Empire mongol ou état tributaire de l'Empire chinois pendant une courte période et enfin, lors de la colonisation de l'empire du Japon en 1910), la Corée est depuis la guerre de Corée scindée en deux, mais sa musique et sa culture traditionnelle restent la même. La seule différence vient de l'influence occidentale dans la musique contemporaine au Sud, et de l'influence de la sphère communiste dans celle du Nord. 
La musique traditionnelle coréenne (gugak) s'est développée au gré des vicissitudes de l'histoire et dès le VIIe siècle, lors de la dynastie de Silla, elle était séparée en musique de Cour et musique folklorique ; les instruments de l'époque sont encore en usage. De plus, un hanbok traditionnel ou un habit formel est porté par les musiciens.

## Musique traditionnelle

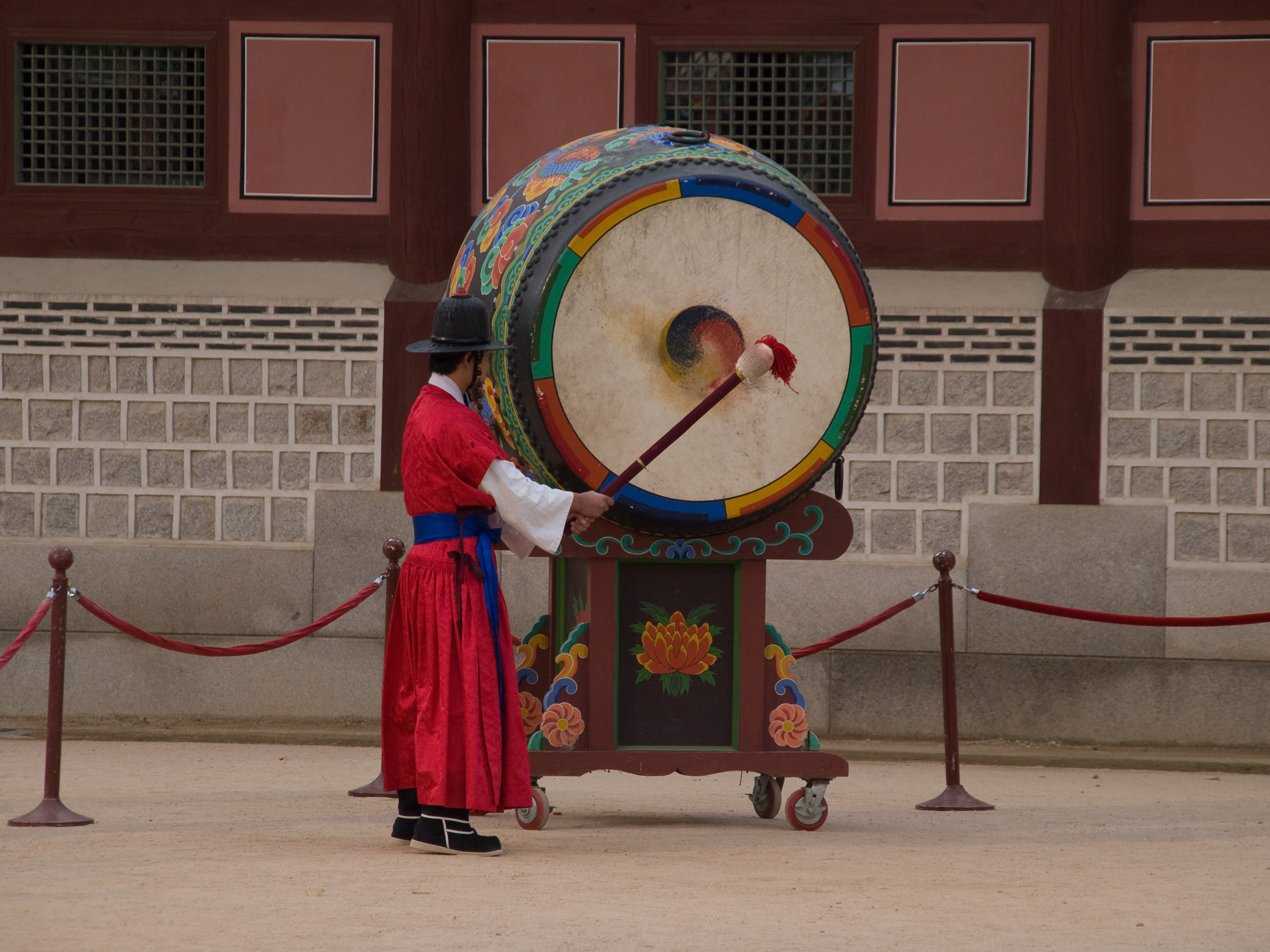
Tambour de cérémonie.

### Musique de Cour
La Musique coréenne de Cour (en) (période Joseon, 1392-1897)) est à l'image des vicissitudes du pays. Sous l'influence chinoise, elle s'est scindée en trois types en 1425 : aak, tangak, et hyangak. L'aak correspond au rituel confucéen chinois munmyo cheryeak, importé en 1116. Elle a quasiment disparu. La tangak est la musique séculière de la dynastie Tang chinoise, mêlée à des éléments coréens ; elle aussi a quasiment disparu. La hyangak est la musique séculière coréenne remontant au VIe siècle. Lors de la dynastie de Goryeo, l'influence des Song remplaça celle des Tang. Le haegeum et le janggo, instruments typiques, font leur apparition.  Cette influence diminue avec la dynastie Joseon. C'est avec le roi Sejong, musicien, que le rituel chinois fut abandonné et remplacé par des éléments coréens grâce à une nouvelle notation musicale (en 1454). Elle est encore très pratiquée,  notamment avec des danses.

### Jeongak

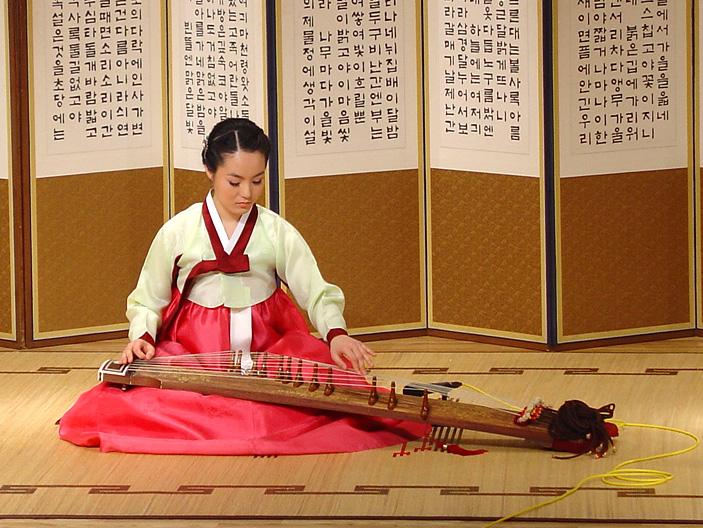
Joueuse de gayageum.

Le jeongak ou chongak (litt. « musique correcte ») est une variété complémentaire, correspondant à la musique de chambre des nobles ou des aristocrates. Elle est lente, solennelle et sophistiquée. La plupart de ces musiques ont été composées pour accompagner la danse, les banquets ou les défilés militaires (daechwita), notamment à l'aide du geomungo. La musique de chambre et de danse tient dans la suite instrumentale Yongsan Hoesang en neuf parties avec ses variations orchestrales : hyonak yongsang hoesan (pour cordes), kwanak yongsang hoesan (ou manbangjigok, pour vents) et p'yongo yongsang hesan (deux tons inférieurs à la première, pour cordes et vents). 
La musique vocale est de trois types : kagok, kasa et sijo. Kagok est un long cycle lyrique ancien accompagné aux instruments (cordes, vents et percussions). Divisé en cinq sections, il est chanté par les hommes (26 chants) et les femmes (15 chants) alternativement. Kasa est un répertoire de douze chants lents accompagnés d'instruments (vents et percussions). La voix alterne entre le normal et le falsetto. Enfin, sijo (ou shijo) est un chant lent réservé à la poésie narrative ou aux sentences morales, accompagné d'instruments (piri, danso et changgo ou simple battement de mains). La voix utilise aussi le vibrato et le falsetto. L'ensemble pungnyu est celui qui accompagne ces expressions vocales. La chanson traditionnelle Arirang, dont plusieurs versions régionales se sont développées au cours des siècles, peut être considérée comme la synthèse du patrimoine national musical classique coréen.
C'est à partir du XVIe siècle que la musique coréenne se désolidarise de la chinoise en adoptant non un mètre double, mais triple (trois battements par mesure) voire parfois quintuple, et en optant pour la gamme pentatonique. Seuls deux modes pentatoniques sont utilisés depuis le XVe siècle : p'yongjo et kyemyonjo, joués en Si♭ et Mi♭, ce dernier devenant le favori de la Cour. Parallèlement, des traditions folkloriques se développèrent : pansori et sanjo. Les notes ne sont guère fixes, et sont sujettes à de grands vibratos ; de même, les intervalles sont sujets à l'humeur des musiciens, selon l'effet recherché. Aussi est-il difficile de transcrire ces musiques avec le système occidental. Il n'y a pas non plus de polyphonie, mais des ensembles hétérophoniques, où chaque instrument joue sa version de l'air.
Après l'annexion japonaise de 1910, la musique connut un déclin jusqu'en 1951, où l'Institut national de musique classique fut fondé afin de préserver la musique de Cour.

### Musique rituelle
Le chongmyo cheryak est un rituel célébré une fois par an au Sanctuaire ancestral (Chongmyo) à Séoul. De grands orchestres s'y produisent avec flûtes, hautbois, lithophone, percussions et gongs variés. De nombreux danseurs accompagnent ces cérémonies.  Deux suites rituelles (Pot'aep'yong et Chongdaeop) composées de 22 pièces d'inspiration chinoise et coréenne y sont exécutées par deux ensembles organisés en antiphonie. Le munmyo cheryeak est un rituel devenu rare aussi et a lieu deux fois par an au Temple de Confucius de l'Université de Songgyun'gwan. Ce sont des musiques aak qui y sont exécutées par deux ensembles là aussi.
Il existe trois types de chants bouddhiques : sutra, pomp'ae et hwach'ong. Le sutra, invocation syllabique accompagnée seulement du gong de bois (mokt'ak). Le pomp'ae, d'origine chinoise, exécuté sur un rythme libre très lent et scindé en : hossori pomp'ae (respoonsorial) et chissori pomp'ae (homophonique, plus long et plus orné). C'est le chant le plus important du rite bouddhique coréen. Le hwach'ong, s'inspire du folklore et est chanté par un soliste qui joue d'un gong et est accompagné d'un tambour (puk). On trouve aussi des danses rituelles bouddhiques (chakpop), accompagnées d'un orchestre d'aérophones et de percussions  appelé chorach'i avec les instruments suivants : hojok, nabal ou nap'al, nagak ou sora, chabara, ching et yonggo. 

## Musique folklorique
De tradition orale et dérivée de la musique paysanne (pungmulnori et nong-ak) et chamaniste (sinawi), elle est rapide et dynamique. Ce sont quasiment les mêmes ensembles qui jouent la musique folklorique où le mètre double est plus employé et où chaque musicien a sa propre version des airs. 
Le sinawi est une musique d'improvisation d'ensemble destinée à influencer les esprits, lors des cérémonies chamaniques. Joué sur le mode kyemyon, sur un rythme à 12/8, elle s'inspire du pansori et du sanjo.
Les kayagum pyongch'ang et kayagum sanjo sont des chants dérivés du pansori et des tangas (préludes au pansori). Le chanteur s'accompagne lui-même au kayagum, un instrument populaire, en improvisant entre les parties vocales. Il est possible que ce style soit lié aux kisaengs (« geishas »).  
Le samulnori (ou samullori) est une musique essentiellement percussive (gongs ching et kkwaenggwari et tambours puk et changgo) créée en 1978 par Kim Duk-soo à partir d'anciennes traditions ; elle accompagne danses et rituels chamaniques. 
Le sanjo se développe à partir du pansori, des chansons populaires et de la musique chamanique de la province de Jeolla au sud-ouest du pays. Ce sont des pièces instrumentales dont le créateur est Kim Ch'angjo au XIXe siècle. Le sanjo interprète d'abord au kayagum, mais est très vite adapté pour d'autres instruments (kŏmun'go, daegeum, piri, haegeum ou ajaeng) et est toujours accompagné au tambour changgo. Il est improvisé sur divers cycles rythmiques (changdan) allant crescendo. Il existe diverses écoles et styles selon les instruments pratiqués. 
Le jultagi est une musique accompagnant un spectacle de funambule.
La musique vocale est représentée par :
- le pansori, opéra folklorique épique et narratif qui peut durer jusqu'à huit heures ;
- le min'yō, simple chant folklorique (proche du min'yō japonais), dont bien des variantes existent (kyonggi min'yō de l'est, namdo min'yō du sud et sodo min'yō du nord) et dont la chanson Arirang est là aussi une référence ;
- le suhdosori, chant de lamentation ;
- le tul nori, poong mool nori ou nong ak, chant de propitiation agraire proche du sinawi.

## Musique populaire contemporaine
Le Trot est un genre de musique né de l'enka vers les années 1920 durant la colonisation japonaise.
La K-pop est un genre de musique s'imposant dans les années 1990, héritier du trot. D'autres styles de musique populaires comprennent : pop culture coréenne, hip-hop sud-coréen, rock coréen (en), t'ong guitar (en), ballade coréenne (en), musique indépendante coréenne (en).

## Instruments traditionnels

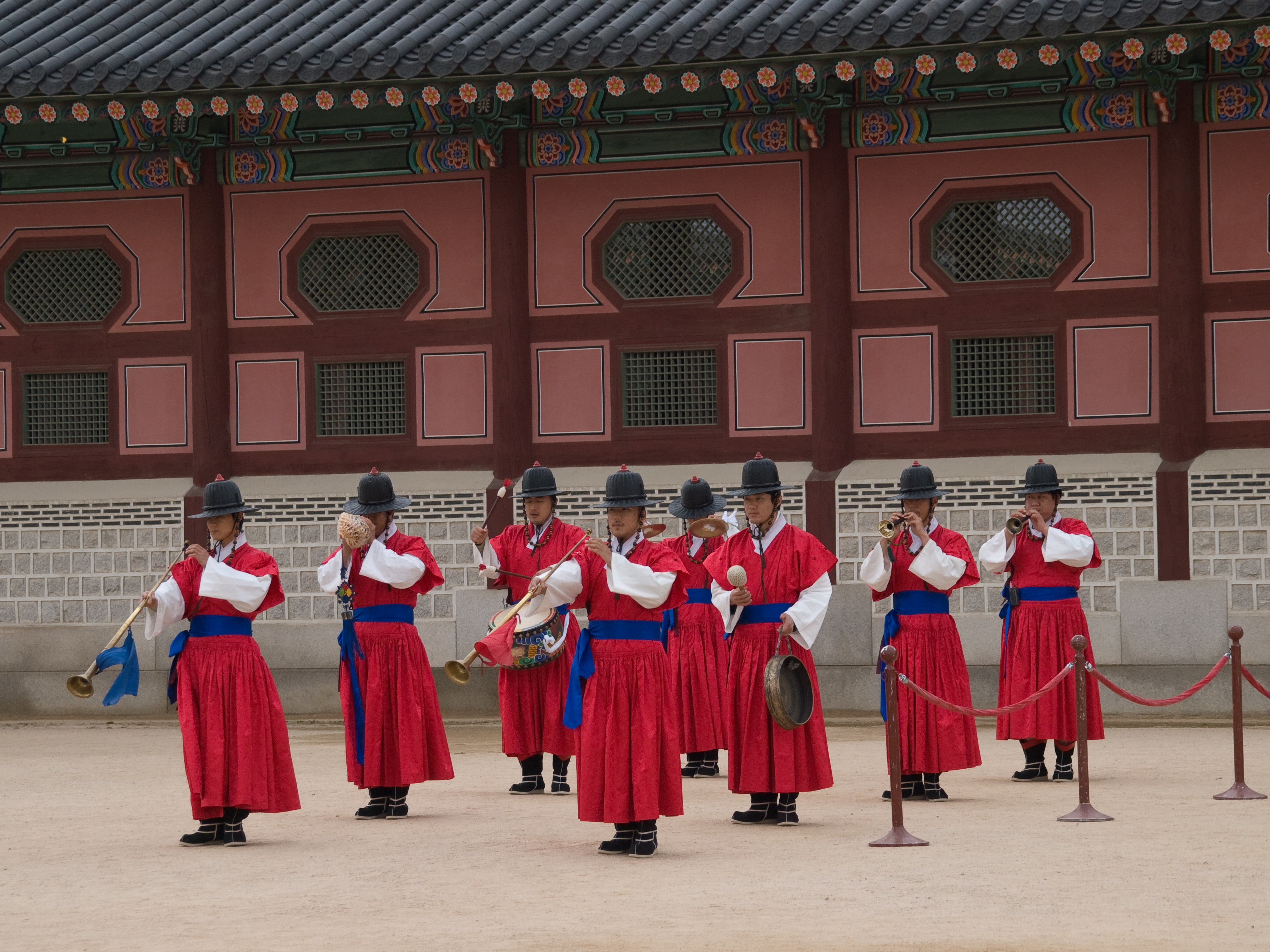
Ensemble daechwita.

Il existe une centaine d'instruments différents en Corée. Tous les ensembles incluent les instruments : piri, daegeum, haegeum et changgo. L'ensemble samhyon yukkak a un piri de plus et un puk. L'orchestre de Cour est doublé et augmenté des tang jok, ajaeng et chwago. L'orchestre de chambre de Cour comprend l'ensemble de base et les tanso, kayagum, kŏmun'go et yangqin. Le suffixe gum est parfois transcrit geum ou keum.
Les instruments à vent comprennent : piri, genre de hautbois, hojok (ou t'aep'yongso ou nallari) , taegum, grande flûte en bambou , tang-jok (ou sogum), tanso, haegeum (à cordes mais classé parmi les vents en Corée), vielle à deux cordes, et ajaeng (idem).  Les instruments à cordes incluent : kayagum, cithare à 12 cordes Kŏmun'go ou geomungo, cithare à 6 cordes jouée à l'aide d'un plectre en bambou, et yangqin. Les instruments à percussion sont : pyonjong, panghyang, changgo, puk, chwago, yonggo, pak, ching, kkwaenggwari, para ou chabara, et mokt'ak.